# N-05C
docomo SMART series N-05C（ドコモ スマート シリーズ エヌ ゼロ ご シー）は、NECカシオ モバイルコミュニケーションズによって開発された、NTTドコモの第三世代携帯電話（FOMA）端末である。docomo SMART seriesの端末。

## 概要
2010年夏モデルの docomo SMART series N-07B の画面サイズを3.4インチと大型化した実質的な後継機種となる。N-07B のアークラインと同様に側面から見ると流線的な STREAM LINE となっている。
防水、防塵 (IPX5/8、IP5X) に対応し、水中撮影モードも可能となっている。
更に IEEE802.11b/g/n の WiFi にも対応し、自宅の WiFi や公衆無線LANエリアでは、最大 150Mbps の高速通信が可能となっている。また WiFi テザリング機能である、アクセスポイントモードにも対応し、本端末がモバイル WiFi ルーターとして、ニンテンドーDS などの親機として機能する。「ホームU」に対応しており、iモード基地局からの電波が届かないところでも、54Mbps の通信速度で利用可能である。
画面は静電容量式のさくさくタッチと呼ばれるレスポンス性のすぐれた大画面のタッチパネルを搭載し、マルチタッチにも対応しているほか、閉じた状態でもフリック入力で文字入力が可能となる。凹凸のあるハードキーとあわせて、どちらも快適なさくさくメールに対応する。また画面の下部にメインメニューボタンを配置し、スマートフォンのようにアイコンをスライドさせ、画面を閉じた状態でもメニュー表示が可能となった。
カメラ機能は810万画素に向上したのと、ISO 最大25600と高感度の裏面照射型 CMOS センサー+集光力の高い「F値2.4レンズ」を採用したことで、暗闇でも被写体をはっきり撮影することができるようになった。またカメラは0.5秒で起動し、「瞬撮」機能が更にたかまった。
静止画撮影機能としては、108枚連写&自動抽出機能や「美肌」「小顔」「瞳キラキラ」「潤いリップ」「歯ホワイトニング」といったメイク効果のビューティーモード機能、動いているもの、距離が変わってもフォーカスをし続ける、「ついてくフォーカス」や「コンティニュアンスオートフォーカス」といった機能が搭載されている。動画の撮影においてはハイビジョンムービーの撮影が可能となっている他、撮影フレーム数が 180fps にアップし、スローモーションが滑らかに再生可能となっている。また、素早く録音できる「瞬録ボイスレコーダ」機能も搭載される。
2011年夏モデルからのサービスである、コンテンツパッケージや50Miモーションに対応する。ワンセグでは最大 60fps での再生が可能となっている。
文字フォントは、AXISフォント、FA丸ゴシック、FA明朝の3種類が内蔵されている他｢みんなNらんど｣から追加が可能である。
デコメ絵文字は、2,000種類以上がプリインストールされている。
ポケットプログレッシブ英和・和英・国語辞典や英会話ひとことシリーズなどの電子辞書が搭載されている。メール画面から辞書と連携することもできる。その他音声機能検索などが利用可能となっている。

## プリインストールアプリ
以下のiアプリやiウィジェットがプリインストールされている[他、ドコモマーケットなどから様々なアプリケーションをダウンロードし、追加でインストールが可能となっている。
| - ストリートファイターII 体験版 - ロックマン 体験版 - ぐるなび - MUSICアプリ - 地図アプリ - DCMXクレジットアプリ - iD設定アプリ - ドコモWebメール - マクドナルド トクするアプリ - E★エブリスタアプリ - Gガイド番組表リモコン - 楽オク☆アプリ - i Bodymo - お天気アプリ - かざす請求書 - ドコモ料金案内 - いつもNAVI[海外] - リッジレーサーズモバイル体験版 - ファミスタワイヤレス FM版 - 音楽パズル ルミネス - モバイルGoogleマップ - フォト文字クリエイター | - 日英版しゃべって翻訳 - iCタグリーダー - モバイルSuica登録用iアプリ - FOMA通信環境確認アプリ - iアプリバンキング - 電子マネー「nanaco」 - ゴールドポイントカード - ビックポイント機能付きケータイ - モバイルAMCアプリ - iアバターメーカー - いっしょにデコ - 鏡リュウジ★今日の運勢 - ソラダスお天気予報ウィジェット - 駅探乗換案内 - ルナルナ★女性の医学 - Start！iウィジェット - 今の為替と株価 - iWウォッチ - おサイフケータイ Webプラグイン |

電子辞書
- ポケットプログレッシブ英和辞典
- ポケットプログレッシブ和英辞典
- ポケットプログレッシブ国語辞典
- 英会話とっさのひとこと辞典
- 英会話海外旅行ひとこと
- 英会話ビジネスひとこと

## 主な対応サービス
| 主な対応サービス                   | 主な対応サービス                                                    | 主な対応サービス                       | 主な対応サービス                                 |
| ---------------------------------- | ------------------------------------------------------------------- | -------------------------------------- | ------------------------------------------------ |
| タッチパネル                       | FOMAハイスピード7.2Mbps/5.7Mbps・WiFi                               | Bluetooth                              | DCMX／おサイフケータイ                           |
| iアプリオンライン／地図アプリ      | 直感ゲーム／メガiアプリ                                             | iウィジェット                          | マチキャラ／iコンシェル                          |
| ホームU／ポケットU                 | GPS／ケータイお探し                                                 | デコメール／デコメ絵文字／デコメアニメ | iチャネル                                        |
| 着もじ／プッシュトーク             | テレビ電話（対面通話不可）／キャラ電                                | 電話帳お預かりサービス                 | フルブラウザ                                     |
| おまかせロック／バイオ認証         | 外部メモリーへiモードコンテンツ移行／ユーザーデータ一括バックアップ | トルカ                                 | iC通信／iCお引越しサービス                       |
| きせかえツール／ダイレクトメニュー | バーコードリーダ                                                    | 2in1                                   | エリアメール／ソフトウェアーアップデート自動更新 |
| GSM／3Gローミング（WORLD WING）    | 着うたフル／うた・ホーダイ                                          | Music&Videoチャネル／ビデオクリップ    | ミュージックプレーヤー(WMA)(AAC)                 |

## 歴史
- 2011年3月22日 - TELEC通過
- 2011年3月22日 - JATE通過
- 2011年3月25日 - FCC通過
- 2011年5月16日 - 本製品の発表
- 2011年6月25日 - 発売開始